# Beoraidbeg
Beoraidbeg is een dorp in de Schotse lieutenancy Inverness in het raadsgebied Highland in de buurt van Mallaig.